# Stenochironomus macateei
Stenochironomus macateei är en tvåvingeart som först beskrevs av Malloch 1915.  Stenochironomus macateei ingår i släktet Stenochironomus och familjen fjädermyggor. Inga underarter finns listade i Catalogue of Life.